# Malaltia de Machado-Joseph
La malaltia de Machado-Joseph (MJ), també anomenada atàxia espinocerebel·losa de tipus 3, és una atàxia hereditària rara. La malaltia es caracteritza per malaptesa i debilitat en els braços i cames, espasticitat, una marxa sorprenentment tambalejant fàcilment confosa amb ebrietat, dificultat amb la parla i la deglució, moviments oculars involuntaris, visió doble i micció freqüent. Alguns pacients tenen distonia (contraccions musculars sostingudes que causen torsió del cos i els membres, moviments repetitius, postures anormals, o rigidesa) o símptomes similars als de la malaltia de Parkinson. Uns altres tenen tics en la cara i la llengua, o ulls sortints peculiars.
La gravetat de la malaltia es relaciona amb l'edat a l'inici, estant l'inici més primerenc associat amb una forma més greu de la malaltia. Els símptomes poden començar en qualsevol moment entre l'adolescència primerenca i els 70 anys. Es tracta d'una malaltia progressiva: els símptomes empitjoren amb el temps. L'expectativa de vida varia des dels trenta i tants anys per a aquells amb les formes greus de MJ a una expectativa de vida normal per a aquells amb les formes lleus. Per a aquells que moren primerencament de la malaltia, sovint la causa de mort és la pneumònia per aspiració.

## Epidemiologia
El nom, Machado-Joseph, prové de dues famílies d'ascendència portuguesa/d'Açores que van ser de les primeres famílies descrites amb els símptomes únics de la malaltia en 1972. La prevalença de la malaltia encara és la més alta entre les persones d'ascendència portuguesa/d'Açores. Per als immigrants d'ascendència portuguesa a Nova Anglaterra, la prevalença és del voltant d'un en 4,000. La prevalença més alta del món, al voltant d'un en 140, es produeix en la petita illa de Flores, en les Açores. Recentment, investigadors han identificat MJ en diversos grups familiars sense ascendència portuguesa òbvia, fins i tot en una família afroamericana de Carolina del Nord, una família italoamericana i diverses famílies japoneses. En el nivell mundial, MJ és la forma d'atàxia heretada autosòmica dominant més prevalent.

## Tipus
Els tipus de MJ es distingeixen per l'edat a l'inici i el rang de símptomes. El tipus I es caracteritza per l'inici entre els 10 i els 30 anys, evolució ràpida, i distonia i rigidesa greus. El tipus II de MJ generalment comença entre els 20 i els 50 anys, té una evolució intermèdia, i causa símptomes que inclouen espasticitat (contraccions musculars contínues i incontrolables), marxa espàstica, i respostes reflexes exagerades. El tipus III de pacients amb MJ té un inici entre els 40 i els 70 anys, una evolució relativament lenta, alguns tics musculars, atròfia muscular, i sensacions desagradables com entumiment, pessigolleig, enrampades, i dolor en les mans, els peus i els membres. Gairebé tots els pacients amb MJ experimenten problemes de visió, incloent-hi visió doble o visió borrosa, pèrdua de la capacitat de distingir colors o contrastos, i incapacitat per a controlar els moviments oculars. Alguns pacients amb MJ experimenten símptomes del tipus de Parkinson, com lentitud en els moviments, rigidesa dels membres i el tronc, tremolor de les mans, i equilibri i coordinació danyats.

## Etiologia
MJ es classifica com un trastorn del moviment, específicament una atàxia espinocerebelosa. En aquests trastorns, la degeneració de cèl·lules en una àrea del cervell anomenada cervell posterior duu als dèficits en el moviment. El cervell posterior inclou al cerebel (localitzat en la part posterior del cap), la tronc cerebral, i la part superior de la medul·la espinal. MJ és una malaltia heretada dominant autosòmica, el que significa que si un nen hereta una còpia del gen defectuós de qualsevol dels seus pares, el nen tindrà els símptomes de la malaltia. Les persones amb un gen defectuós tenen un 50 per cent de probabilitats de passar la mutació als seus fills.
MJ pertany a una classe de trastorns genètics anomenats malalties de repetició triple. La mutació genètica de les malalties de repetició triple implica la repetició anormal extensa de tres lletres del codi genètic de l'ADN. En el cas de MJ, el codi "CAG" es repeteix dintre d'un gen situat en el cromosoma 14q. El gen de MJ produeix una proteïna mutada anomenada ataxina 3. Aquesta proteïna s'acumula a les cèl·lules afectades i forma cossos d'inclusió intranuclears, que són esferes insolubles situades en el nucli de la cèl·lula. Aquestes esferes interfereixen amb el normal funcionament del nucli i causen que la cèl·lula degeneri i mori.
Un tret de MJ i d'altres malalties de repetició triple és un fenomen cridat anticipació, en el qual els fills de pares afectats tendeixen a desenvolupar símptomes de la malaltia molt més precoçment, tenen una evolució més ràpida de la malaltia, i experimenten símptomes més greus. Això es deu a la tendència de la mutació de repetició triple d'expandir-se al passar el material genètic als fills. Una expansió més extensa s'associa amb una edat menor a l'inici i una forma més greu de la malaltia. És impossible predir precisament el curs de la malaltia per a un individu només sobre la base de la durada de la repetició.

## Diagnòstic
La malaltia es diagnostica reconeixent els símptomes de la malaltia i tenint en compte els antecedents familiars. Es fan preguntes detallades sobre familiars que mostren, o van mostrar símptomes de la malaltia, quins tipus de símptomes van tenir els familiars, les edats d'inici de la malaltia, i l'evolució i gravetat dels símptomes. Un diagnòstic definitiu de MJ només pot fer-se amb una prova genètica. Desgraciadament, moltes consideracions legals i ètiques, com la pèrdua de l'assegurança mèdica i la discriminació laboral, poden descoratjar a alguns individus amb símptomes a fer-se proves. Pels mateixos motius, molts metges no recomanen que es facin proves genètiques aquells individus que tenen antecedents familiars de la malaltia però no presenten símptomes.

## Tractament
MJ és incurable, però alguns símptomes de la malaltia poden tractar-se. Per a aquells pacients que presenten característiques parkinsonianes, la teràpia amb levodopa pot ajudar durant molts anys. El tractament amb antiespasmòdics, com baclofén, pot ajudar a reduir l'espasticitat. La toxina botulínica també pot tractar l'espasticitat greu igual que certs símptomes de distonia. No obstant això, la toxina botulínica ha d'usar-se com últim recurs a causa de la possibilitat d'efectes secundaris, com problemes per a empassar. Els problemes del parla (disàrtria) i la disfàgia poden tractar-se amb medicaments i teràpia del parla. L'ús de lents pot reduir la visió borrosa o doble, però la cirurgia ocular té solament beneficis a curt termini a causa de la degeneració progressiva dels músculs dels ulls. La fisioteràpia pot ajudar els pacients a enfrontar la incapacitat associada amb problemes de la marxa, i l'assistència física, com andadors i cadires de rodes, pot ajudar al pacient amb les activitats quotidianes. Altres problemes, com les pertorbacions del somni, enrampades i disfunció urinària, poden tractar-se amb medicaments i atenció mèdica.